# Highland Park (Illinois)
Highland Park è una cittadina periferica nella Contea di Lake, Illinois, USA, a circa 37 km a nord di Chicago. Secondo il censimento del 2020, la popolazione era di 30.176 abitanti. La città è una delle municipalità collocate nel North Shore dell'area metropolitana di Chicago.

## Geografia
Secondo l'ufficio del censimento degli Stati Uniti d'America, la città ha un'area totale di 12,2 miglia quadrate (31,7 km2), di cui 12,2 miglia quadrate (31,6 km2) è terra e 0,039 miglia quadrate (0,1 km2), o 0,27%, è acqua.  Le sue caratteristiche geografiche includono un promontorio alto 100 piedi (30 m) che corre lungo 6 miglia (10 km) del litorale del Lago Michigan e profondi burroni boscosi che si estendono fino a 1 miglio (1,6 km) nell'entroterra. Le altitudini vanno da 580 a 725 piedi (da 177 a 221 m) sul livello del mare.

## Attrazioni
Highland Park ha diverse attrazioni tra cui un quartiere dello shopping e il Ravinia Festival. È stata la residenza estiva della Chicago Symphony Orchestra dal 1936.
Highland Park ha diverse strutture di riferimento elencate nel National Register of Historic Places, in particolare la Willits House di Frank Lloyd Wright. Oltre a diverse case progettate da Wright, il National Register elenca le case progettate da architetti di spicco tra cui John S. Van Bergen, Howard Van Doren Shaw, Robert E. Seyfarth e David Adler. L'architetto paesaggista Jens Jensen ha vissuto a Highland Park e ha progettato una serie di progetti nella comunità che sono elencati nel registro.

## Nella cultura popolare
Highland Park è il luogo dell'ex casa dei personaggi principali nel dramma della CBS The Good Wife.
Highland Park è stato utilizzato per le riprese di diversi film scritti e diretti da John Hughes nel 1980 tra cui Una pazza giornata di vacanza, La donna esplosiva, Sixteen Candles - Un compleanno da ricordare, Io e zio Buck e Mamma, ho perso l'aereo. Altri film popolari del 1980 girati o parzialmente ambientati a Highland Park includono Gente comune e Risky Business - Fuori i vecchi.. i figli ballano.

## Città gemellate
- Gerusalemme[6]
- Modena[6]
- Puerto Vallarta[6]